# Dee Palmer
Dee Palmer (geboren als David Palmer in Londen, 2 juli 1937) is een Brits componist en keyboardspeler, die bekend is geworden als lid van de progressieve rockband Jethro Tull.

## Carrière
Palmer componeerde orkestrale stukken voor de Jethro Tull nummers in de late jaren 60 en de vroege jaren 70 en trad in 1976 toe tot de band als keyboardspeler naast John Evan. Palmer verliet de band in 1980 toen Ian Anderson de groep in een meer elektronische richting dreef. Palmer en Evan vormden een nieuwe band Tallis, maar dit werd nooit een commercieel succes. Daarom ging Palmer weer werken als componist voor onder andere filmmuziek.
In 1998 kwam Palmer uit de kast als transgender en interseksueel en veranderde haar naam in Dee. Palmer werd geboren met ambigue genitaliën, kreeg bij haar geboorte een man toegewezen en onderging verschillende operaties, de laatste aan het eind van haar twintiger jaren. Palmer zei dat haar genderdysforie een deel van haar leven was geweest sinds ze jong was, en dat de dysforie "zich opnieuw begon te manifesteren" in het jaar na de dood van haar vrouw Maggie in 1995. 
Vanaf de jaren 80 produceerde Palmer verschillende albums met symfonische arrangementen van de grootste band van de jaren zeventig, uitgevoerd door een symfonieorkest. Meest succesvol waren de albums van Jethro Tull, Pink Floyd, Genesis, Yes, The Beatles en Queen.

## Privé
In 2004 onderging Palmer een geslachtsoperatie en sindsdien gaat ze als Dee Palmer door het leven.
- Biblioteca Nacional de España: XX1754295
- Gemeinsame Normdatei: 134479416
- International Standard Name Identifier: 0000 0001 1477 5104
- Library of Congress Control Number: n92120150
- MusicBrainz: e54203ac-f4ee-4970-a54f-78993f8b91a1
- Nationale Bibliotheek van Tsjechië: xx0123591
- Virtual International Authority File: 91480404
- WorldCat: E39PBJth8KycD4rmjHCYtR4Dv3